# Тиберій Емілій Мамерк
Тиберій Емілій Мамерк (лат. Ti. Aemilius L.f.Mam.n. Mamercus, V ст. до н. е.) — політичний та військовий діяч ранньої Римської республіки, інтеррекс 463 року до н. е., консул 470 і 467 років до н. е.

## Життєпис
Представник патриціанського роду Емілієв. Син Луція Емілія Мамерка, консула 484, 478, 473 років до н. е. 
У 470 до н. е. обрано консулом разом з Луцієм Валерієм Потітом Публіколою. У цей час у сенаті та республіці вирували суперечки стосовно аграрного закону Аппія Клавдія Сабіна. Втім Тиберій Емілій зайняв нейтральну позицію, не втручався у суперечку, але більше був на боці сенаторів. У розпал внутрішніх чвар на Рим напали екви та сабіняни. Тиберій Емілій Мамерк з армією вирушив воювати з останніми. Проте вів бойові дії нерішуче. У вирішальній битві не зміг здолати сабінське військо й відступив до Риму.
У 467 до н. е. знову обрано консулом, цього разу разом з Квінтом Фабієм Вібуланом. Цього разу Тіберій виступив рішучим прихильником розподілу землі на користь плебсу для втихомирення внутрішніх конфліктів. Разом з тим Мамерк вимушений був займатися й військовими діями проти сабінян. Він спустошив значну частину земель цього племені, але не досяг остаточної перемоги.
У 463 до н. е. сенат призначив інтеррексом з огляду на те, що консули цього року Публій Сервілій Пріск та Луцій Ебутій Гельва один за одним померли протягом серпня-вересня (ймовірно від пошесті), республіка залишилася без вищих магистратів. В умовах нескінченних війн з еквами, сабінянами та вольсками Мамерк проводить нові вибори консулів на останні місяці й на 262 рік до н. е. — Луція Лукреція Триципітіна та Тита Ветурія Геміна Цицуріна.